# Bruce, Mississippi
Bruce är en kommun (town) i Calhoun County i Mississippi. Orten har fått sitt namn efter E.L. Bruce som grundade ett sågverk. Vid 2010 års folkräkning hade Bruce 1 939 invånare.

## Kända personer från Bruce
- Larry Stewart, filantrop